# Logischer Determinismus
Der logische Determinismus ist die Auffassung, dass eine Aussage über die Zukunft entweder notwendigerweise wahr ist oder ihre Negation notwendigerweise wahr ist. Das Argument dafür lautet wie folgt. Nach dem Satz vom ausgeschlossenen Dritten ist eine Aussage über die Zukunft („Morgen wird es eine Seeschlacht geben“) entweder jetzt wahr oder ihre Negation ist wahr. Aber was sie (oder ihre Negation) wahr macht, ist die gegenwärtige Existenz eines Zustands – eines Wahrmachers. Wenn dies der Fall ist, dann ist die Zukunft in dem Sinne determiniert, dass die Art und Weise, wie die Dinge jetzt sind – nämlich der Zustand, der die Aussage „Morgen wird es eine Seeschlacht geben“ oder ihre Negation wahr macht – die Art und Weise bestimmt, wie die Dinge sein werden. Wenn die Vergangenheit in dem Sinne notwendig ist, dass ein Zustand, der gestern existierte, nicht verändert werden kann, dann kann der Zustand, der die Aussage „Morgen wird es eine Seeschlacht geben“ wahr macht, nicht verändert werden, und so ist die Aussage oder ihre Negation notwendigerweise wahr, und es ist entweder notwendigerweise der Fall, dass es morgen eine Seeschlacht geben wird, oder notwendigerweise nicht der Fall.
Der Begriff „Logischer Determinismus“ wurde von Moritz Schlick eingeführt.
Der logische Determinismus scheint ein Problem für das Konzept des freien Willens darzustellen, das voraussetzt, dass verschiedene Handlungsoptionen möglich sind, denn das Argument der Seeschlacht legt nahe, dass nur eine Option möglich, weil notwendig, ist. Bei dem Versuch, das Problem zu lösen, argumentierte der Philosoph Duns Scotus aus dem 13. Jahrhundert in einem frühen Werk, dass eine Zukunftsaussage auf zwei Arten verstanden werden kann: entweder als Hinweis auf etwas in der Realität, das dazu führt, dass etwas in der Zukunft wahr sein wird, oder einfach als Hinweis darauf, dass etwas der Fall sein wird. Der zweite Sinn ist insofern schwächer, als er uns nicht auf einen gegenwärtigen Zustand verpflichtet, der die zukünftige Aussage wahr macht, sondern nur auf einen zukünftigen Zustand.